# Сербы в Молдове
Сербы в Молдавии (серб. Срби у Молдавији; рум. Sârbii în Moldova) — являются малочисленным, но исторически значимым меньшинством. Сербы начали заселять территорию Молдавии в первой половине XV века. Между сербскими и молдавскими правителями заключались династические браки, что способствовало культурному обмену между странами. Со средних веков в Молдавии жили и работали многие сербские деятели культуры и духовенство. Спасаясь от турецкой мести, после подавления Первого сербского восстания, многие воеводы и известные личности переселились из Сербии в Бессарабию.

## Сербы в Молдавском княжестве
Первые сведения о Молдавии в сербских текстах упоминаются в «Житие Стефана Лазаревича», написанном в 1435 году Константином Философом. В других средневековых сербских писаниях молдаване упоминаются как «Басарабы», «Богданцы» или «Карабогданцы», а страна как Басарабская земля, Молдавская земля, Богданская земля, Карабогданская земля и т.д. Молдавия упоминается и в сербских народных песнях, таких как «Диоба Якшича». В первой половине XVII века Иван Гундулич в «Османе» описывает Хотинскую битву, происходившую на Днестре в Бессарабии в 1621 году между поляками и турками, и там же рассказывает о богданцах и их стране — Богдании.
В 1452 году сербский патриарх Никодим II рукоположил в Сербии кира Феоктиста митрополитом Молдавии. Это был шаг, предотвративший предотвративший заключение унии православными молдаванами.

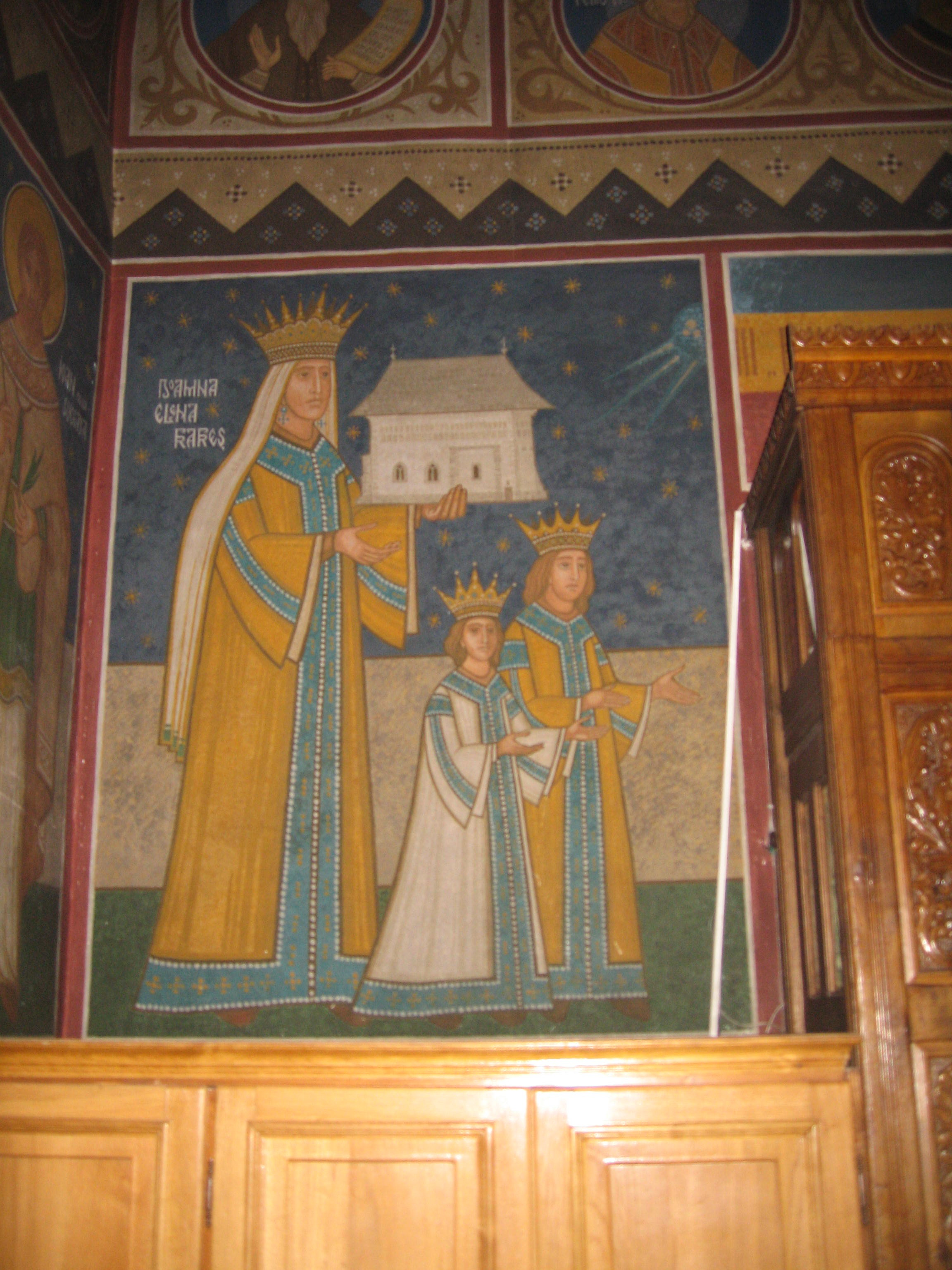
Елена Рареш (Бранкович) с сыновьями

В годы правления Петра IV Рареша (1526-1538 и 1541-1546) Молдавия потерпела несколько поражений от Турции. После нашествия султана Сулеймана Великолепного в 1538 году Турция начала вмешиваться во внутренние дела Молдавии, в дальнейшем это привело к политической и экономической отсталости государства в 17-18 вв. Жена Петра IV Рареша — Елена Рареш (Бранкович) была дочерью последнего сербского деспота из семьи Бранковичей — Йована. Она являлась большим покровителем культуры в Молдове. Например, она основала несколько культовых сооружений: церкви «Святого Георгия» (1551 г.) и «Успения» (1552 г.) в Ботошанах и «Святого Воскресения» (1551 г.) в Сучаве. Также она помогала мужу в дипломатической переписке, об этом говорится в летописи молдавского хрониста XVII века Григо́ре Уре́ке.

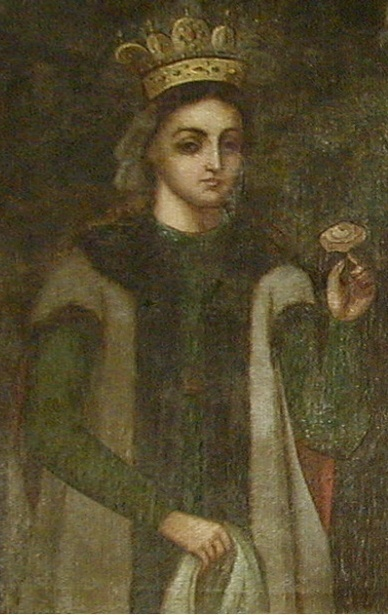
Руксандра Лэпушняну

Дочь Петра Рареша и Елены, Руксандра Лэпушняну, жена молдавского господаря Александру IV Лэпушняну, правившего в 1552-1561 и 1563-1568 годах, сделала пожертвование в монастырь Милешева в 1567 году, где покоится тело Святого Саввы. Также благодаря ей потомки Стефана Вукчича Косачи, герцога Святого Саввы, были приняты при Молдавском дворе. Она приняла «трех братьев и двух сестер», как говорится в письме к жителям Дубровника в 1566 году, написанном Драгомиром Србином: «Это были: Георгий, Павле, Стефан, Катарина и Мария. Они были связаны с Руксандой через семью Якшичей». Некоторые авантюристы также использовали имя знаменитой семьи Бранковичей. Так, некоему Иакову из Ираклиона из Крита удалось убедить герцога Александра и Руксандру, что он потомок Бранковичей, то есть родственник Руксандры. Ему даже удалось получить молдавский княжеский престол и править два года. После Иакова и Стефана Томша господарем Молдавии стал Богдан IV Лэпушняну — сын Александра и Руксандры Лупушняну, правивший в 1568-1572 гг.

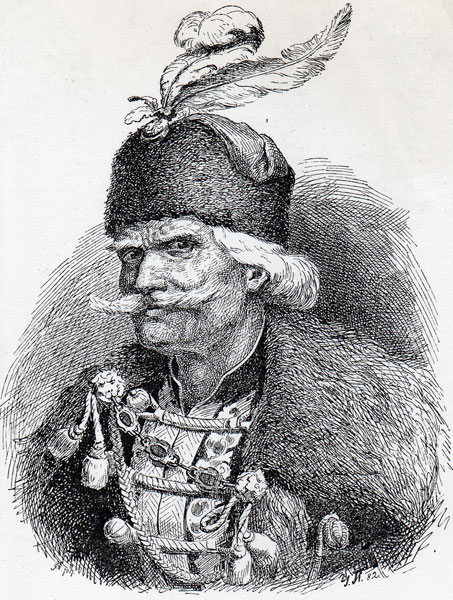
Старина Новак (Баба Новак)

Вторая половина XVI века в истории румынских княжеств ознаменовалась борьбой валашских и молдавских князей за свержение турецкого владычества. Особенно это проявилось в период правления князя Михая Храброго (1593-1601). В армии Михая Храброго сербы играли значительную роль. Согласно хронике немецкого философа Вальтера Балтазара задунайские сербы прислали «князю Михаю» делегацию с предложением присоединиться к нему, заявив, что в лесах вокруг Кладово находится около десяти тысяч сербов готовых к действию. Среди командиров князя Михая упоминается также префект Серб Никола, «командир значительного кавалерийского отряда», отличившийся в нескольких сражениях. Сербский лидер гайдуков Дели Марко возглавлял отряд из тысячи всадников в боях за объединение румынских земель. Во время Тринадцатилетней войны он встал на сторону принца Габора Бетлена из Трансильвании. Бетлен, чтобы получить влияние в Молдавии, пытался сделать Дели Марко господарём Молдовы, но безуспешно. Серб Джордже Сланкаменац также занимал видное место в Румынской освободительной армии. Со своими двумя тысячами воинов он участвовал на стороне Михая Храброго в нескольких сражениях. Легендарный сербский герой Старина Новак, которого румыны также зовут Баба Новак, получил наибольшую известность в армии Михая Храброго, став национальным героем Румынии. Известный румынский историк и литературный критик Николай Йорга охарактеризовал Баба Новака, как «героя поэтической легенды». Будучи уроженцем Пореча, Новак с несколькими тысячами своих гайдуков, среди которых были сербы, валахи и болгары, вел сражения против турок в Сербии и Болгарии, а в 1595 году примкнул к армии Михая Храброго. С тех пор и до своей мученической смерти в 1601 году он участвовал в сражениях, которые Михай Храбрый вёл в районах Валахии, Молдавии и Трансильвании.
После смерти князя Михая Храброго в Дунайских княжествах было восстановлено турецкое правление. Турция снова стала назначать валашских и молдавских господарей. Несмотря на это, в княжествах крепло антиосманское движение и возникло сильное стремление к национальному освобождению. Воплощением той борьбы в Молдавии был князь Василий Лупу (1634-1653), сумевший сломить боярскую власть и укрепить княжескую. Во время его правления произошел расцвет культуры в Молдавии. Князь Лупу был также меценатом сербских православных монастырей. В его грамотах упоминаются монастыри Лепавина в Славонии, Милешева в Сербии и Тврдош в Герцеговине.

### Сербские поселения
Расселение сербов в Молдавии началось в первой половине 15 века. Первое сербское поселение — Срби, упоминается в 1423 году. Оно располагалось на реке Ребрича. Сербское поселение Селиште на реке Прут упоминается в 1489 году. Сведения о сербах проживающих в Молдавском Княжестве  приводятся многими зарубежными писателями-путешественниками в 16—17 вв. Трансильванско-саксонский историк Георг фон Райхерсдорф, описывая Молдавию в 1541 году, утверждает, что в этом княжестве проживают и сербы. Польский историк Матей Стрыйковский в 1575 г. писал, что в Молдавии проживает много сербов. Писатель-путешественник Фридрих фон Креквиц из Трансильвании в 1685 году написал, что сербы жили в Молдавии «с древних времен». Пётр IV Рареш, воевода Молдавии, в 1588 году с помощью боярина из рода Шептеличи основал сербское поселение у Днестра, которое сейчас так и называется — Шептеличи. В 1598 г. зафиксировано, что сербское население проживало в поселении в районе Сучавы. Господарь Молдавии Иеремия Могила в хартии от 1603 года упоминает сербов среди жителей, населявших страну. Они жили в районе монастыря Пробота, где были захоронены супруги Рареш. Также имеются упоминания о сербах проживающих в Бырладе, Тутове, Балошешть, Сербешть на реке Сирет. Было основано около 10 деревень, которые назывались сербскими (Сырбешть или Шербешть). Согласно «Банатскому альманаху» от 1828 г., в то время «в Молдавии и Валахии» проживало еще около 3000 сербов.
Иосиф, иеромонах из Черногории, стал первым настоятелем мужского скита Сурученского Георгиевскиего монастыря, расположенного в 12 «верстах» от Кишинева.

## Сербы в русско-турецких войнах XVIII века на территории Молдавии

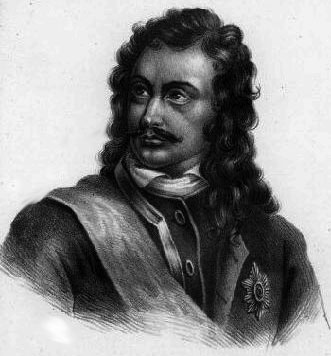
Граф Са́вва Луки́ч Рагузи́нский-Владиславич

В XVIII веке на Балканах разгорелись русско-турецкие войны затронувшие и территорию Бессарабии. В войнах против Турции в 18 веке особенно выделялись два серба. Первым был граф Са́вва Луки́ч Рагузи́нский, а вторым был генерал Петр Попович Текели из Российской императорской армии.
Сразу после Великой Турецкой войны (1683-1699), когда турки были изгнаны с большей части Паннонской равнины, в Молдавии усилилось освободительное движение. Стремясь изгнать турок, молдавский господарь Димитрий Кантемир вступил в союз с русским императором Петром Великим, который был нацелен на освобождение Молдавии от Турции. В подготовке совместного выступления русских и молдаван против турок в 1710 году значительную роль сыграл советник императора Петра Великого граф Са́вва Луки́ч Рагузи́нский.

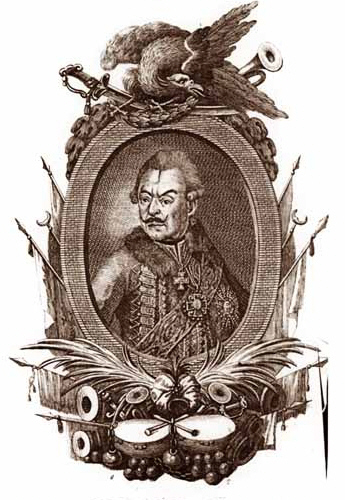
генерал-аншеф Пётр Попович Текели

Непосредственно перед началом конфликта между русско-молдавскими войсками и Турцией графу Лукичу была поставлена задача «обеспечения гражданской стороны войны». По поручению российского императора вел переговоры с молдавской стороной. Об этом пишет молдавский летописец Ион Некульче, который говорит о графе Лукиче — «министр императора, которого считают великим воином, знающим несколько языков». Савве Рагузинскому было разрешено платить каждому молдавскому полковнику по 100 рублей, унтер-офицеру по 30, прапорщику и интенданту по 10 и солдату по 5. В то же время он редактировал договор между русским императором Петром I и молдавским князем Дмитрием Кантемиром. Эта война закончилась в 1711 году после Прутского похода русской армии поражением союзников.
В русской армии второй половины XVIII века особо выделялся сербский генерал Пётр Текели. Прославился в войнах в Бессарабии против Турции. В русско-турецкой войне (1768-1774) сербский гусарский полк во главе с Петром Текелия одержал победу под Хотином в 1768 году. Сербские гусары одержали новые победы под Фокшаном в Молдавии и Брэилом на Дунае. После сражения у Рябайской Могилы, в котором отличился Текелия, главнокомандующий Румянцев в своем рапорте императрице Екатерине II особо подчеркнул его вклад в победу. За заслуги в битве при Кагуле на юге Бессарабии в 1770 г. он был произведен в генерал-майоры.

## Доситей Обрадович в Молдавии

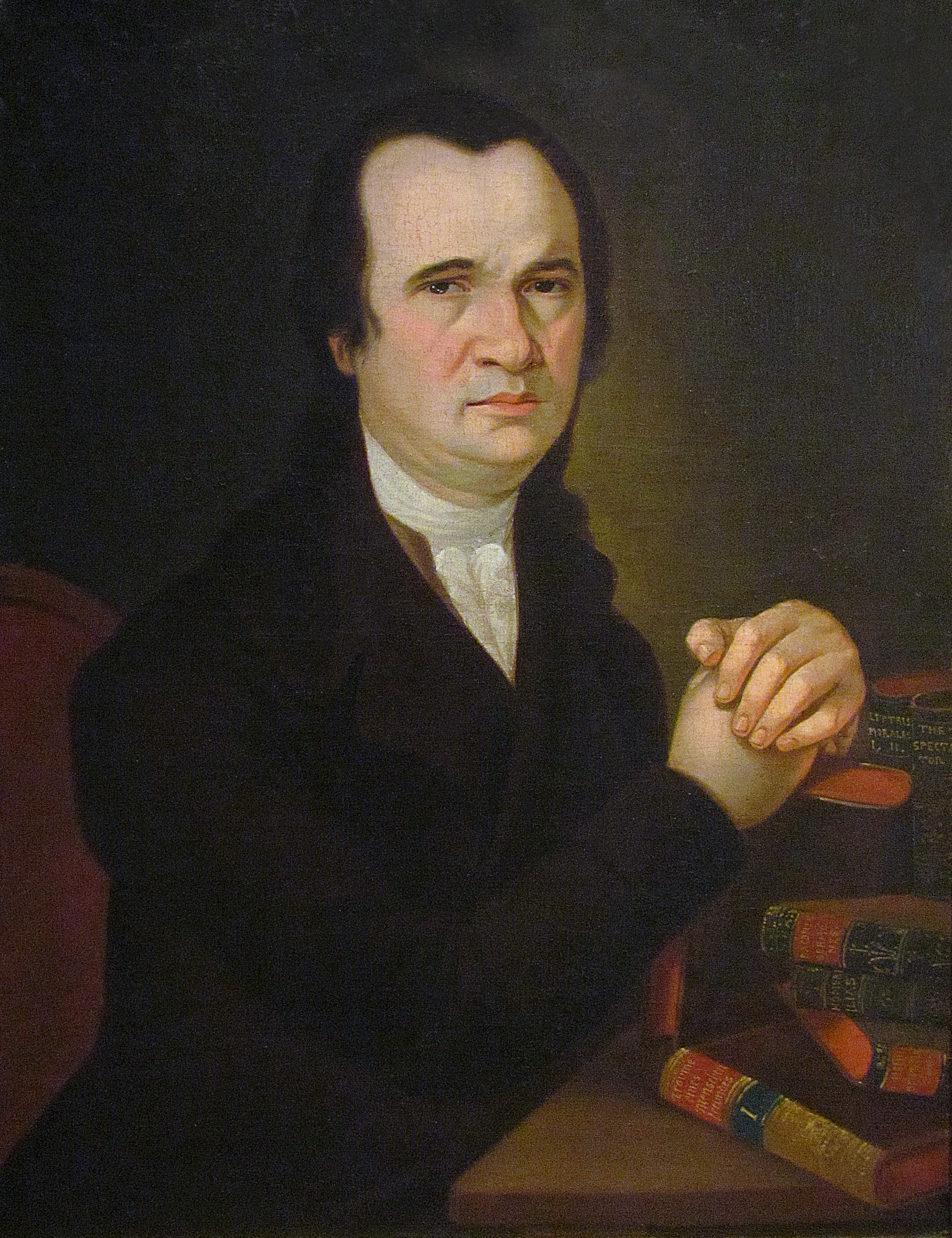
сербский просветитель и реформатор Доситей Обрадович

Доситей Обрадович жил в Молдавии с 1781 по 1782 год. Побывав на греческом острове Хиос и в Константинополе, Досифей прибыл в молдавский порт Галаца через дельту Дуная. Там он представился «молодому господину» из известного молдавского рода Балш. По его рекомендации Досифей отправился в Фокшаны. Там его дружелюбно принял «спатар» Теодор Балш. После непродолжительного пребывания в этом городе Доситей отправился в Яссы — столицу Молдавии. Он пришел в дом Георгия Балша, «гардеробной великого принципата». Здесь он обучал французскому языку племянника молдавского архиепископа Гавриила Каллимаки. Весной 1782 года он переехал в город Роман, к епископу Леону Геуке. Он писал об этом:
Как я провел здесь ту благословенную весну и лето, что невозможно описать. Осенью купцы уезжают в Лейпциг, и у меня около трехсот дукатов. Вот, что мы желаем времени для Германии и за ее пределами. Мои хорошие друзья советуют мне остаться еще на год и набрать больше. Нет, ни в коем случае, потому что я боюсь, что меня не устроят деньги и душевный покой, поэтому я бы остался там до самой могилы.
Доситей покинул Молдавию осенью 1782 г.

## Сербы в Бессарабии

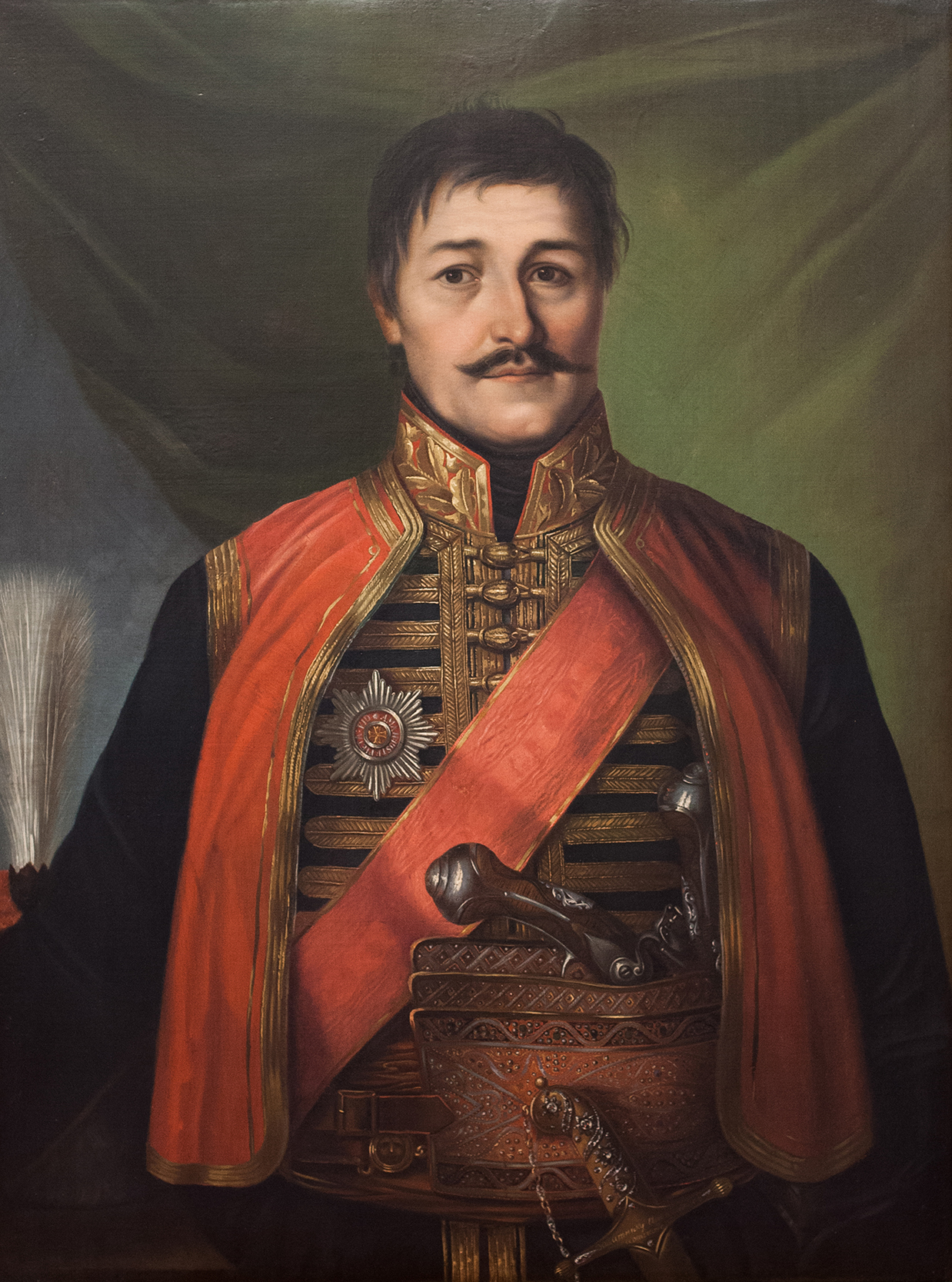
Карагеоргий

После подавления восстания в Бессарабии во главе с Карагеоргий поселились еще около тысячи сербских семей беженцев. Среди них были выдающиеся участники Первого сербского восстания: Яков Ненадович, его сын Еврем Ненадович, Младен Милованович, Петар Добрняц, Миленко Стойкович, Папа Лука Лазаревич, Лазар Арсеньевич, Сима Маркович, Павле Цукич и Джуро Милутинович. К Карагеоргию и герцогам присоединился лидер восстания в Сербии в 1814 году Хаджи Продан. В 1820 году русский писатель Александр Пушкин был в Кишиневе, где познакомился с известными сербскими князьями, такими как Вучич, Ненадович, Живкович и другими. Семья Карагеоргия тоже была там. Его жена и дети продолжали жить в этой стране даже после его смерти. У Карагеоргия и его жены Елены было четыре дочери: Сава, Сара, Пола и Стаменка. Сара и Стамена отправились в Бессарабию, где жили со своими семьями. Елена заботилась о своих сыновьях после смерти Карагеоргия. Алекса, старший сын Карагеоргия, приехал в Бессарабию со своими родителями в 1814 году. Император Александр I принял его в гвардейский корпус. После окончания Военной академии женился на Марии, дочери надворного маршала Николая Трокина. Алекса и Мария жили в своем имении в Скильене, на реке Прут. У них родился сын Георгий (Джока). Сразу после его рождения умерла его мать, а через год, в 1830 г., умер и Алекса, похоронен в Кишиневе. Александр, младший сын Караджордже, прибыл в Хотин в 1814 году. После смерти отца продолжил образование. Он жил с матерью в бедности до 1822 года, когда им вернули отцовскую пенсию, чтобы он мог продолжить образование. В Хотине в 1830 году он женился на Персиде, дочери Еврема и внучке Якова Ненадовича. Он жил в Бессарабии до 1830 года, затем переехал в Крайову, где жил до 1830 года. Затем он переехал в Сербию, став адъютантом князя Михаила Обреновича.
В январе 1815 г. в Хотине Карагеоргий провел совещание с князьями, на котором были обозначены дальнейшие шаги руководства восстания в отношении защиты сербского населения в Турции. В Хотине сербские князья согласились составить челобитную царю Александру, в которой описывали бы зверства турок, происходившие в то время в Сербии, и просили его о помиловании сербского народа в Сербии, ставшего жертвой Бухарестского мира. Карагеоргий и герцоги отправили запрос российскому императору Александру I в Париж через Младена Миловановича. Вскоре Младен Милованович принес известие от российского императорского двора лидеру Карагеорг в Хотин о том, что император Александр I сказал им, что он посоветовал туркам отказаться от войны с Сербией и придерживаться Бухарестского договора. В начале 1816 года вождь Караджордже вместе с князем Яковом Ненадовичем отправился в Санкт-Петербург к российскому императору. Он не нашел понимания при императорском дворе, где ему сказали, что сейчас не время для войны с Турцией, потому что Россия еще не оправилась от войн с Наполеоном. Намерение императорского двора состояло в том, чтобы заселить приграничную территорию в направлении Турции сербами, бежавшими в Бессарабию с Караджордже. Таким образом будет организована Военная граница в сторону Турции, как это было сделано более шести десятилетий назад на Днепре и Дону, то есть в Новой Сербии и Славянской Сербии. С тех пор надежды Карагеоргий вернуться в Сербию, где он поднимет народ на восстание, были направлены на Филики Этерия.
Карагеоргий познакомился с руководством Филики Этерия в 1816 году, когда он был в Петербурге, на аудиенции у императора Александра I. Здесь его познакомил с идеями Гетерии граф Иоаннис Каподистрия, министр иностранных дел России. Выполняя соглашение с руководством Филики Этерия, Карагеоргий переехал в Яссы в Молдавии с российским паспортом в апреле 1817 года. После длительного пребывания в этом городе и в Бухаресте, в июле 1817 г. он переехал в Сербию. С тех пор, как он покинул ее, прошло менее четырех лет. За это время здесь произошли большие изменения. Успешно возглавив сербов во Втором сербском восстании в 1815 году, князь Милош Обренович после своих военных успехов встал на путь дипломатии в борьбе за национальное освобождение. В этом он имел поддержку России. Лидер Карагеоргий закончил свою жизнь в Радованском Лесу, когда он был убит людьми князя Милоша. По замыслу руководства Филики Этерия восстание балканских народов должно было вспыхнуть в Молдавии, Валахии и Греции. В соответствии с этим решением генерал Ипсиланти повел гетеристов из Бессарабии в Молдавию в 1821 г. и захватил столицу Яссы. С другой стороны, стремясь к одной цели, завоеванию Бухареста, валашских повстанцев во главе с гетеристами из Олтении возглавил Тюдор Владимиреску. Многие сербы также сражались на стороне румынских повстанцев за освобождение Валахии и Молдавии в 1821 году. Среди них выделялся Хаджи Продан, капитан полиции повстанческой армии. Герцоги Петар Добрняц и Миленко Стойкович также участвовали в гетеристском движении за освобождение румынских княжеств, которые, опасаясь мести Карагеоргия, бежали в Валахию в 1811 году, а затем в Кишинёв. Здесь в 1821 году они присоединились к гетеристскому движению, за что получили выговор от князя Милоша, заявив, что он нападет на них вместе с турками, если они посмеют перенести восстание в Сербию.
Большая часть сербских беженцев оставалась в Бессарабии до 1830 г., когда Сербии была предоставлена автономия султаном Хатишерифом, а турки были выселены, за исключением военных владений в городах. После того как миновала опасность возможных турецких репрессий, бежавшие из Бессарабии сербские семьи стали возвращаться на родину. После Хатишерифа князь Милош Обренович отправил депутатов Аврама Петрониевича и Цветко Райовича в Бессарабию с письмом, в котором приглашал живших там сербов вернуться в Сербию. Это также соответствовало позиции России, согласно которой после Хатшерифа были выполнены условия для возвращения в Сербию князей и других участников Первого сербского восстания, живших в Бессарабии.

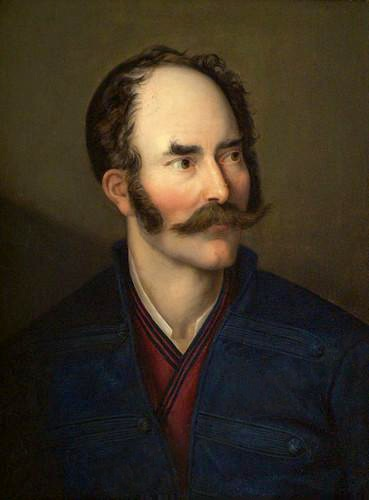
Сима Милутинович

Сима Милутинович прибыл в Кишинев в 1819 году. разыскивая своих родителей, бежавших в этот город после поражения Первого сербского восстания. Он нашел только своего отца, потому что его мать тем временем умерла. Во время многолетнего пребывания Милутиновича в Кишиневе в столице Бессарабии жили многие видные участники Первого сербского восстания. Здесь он закончил написание своего самого важного произведения «Сербиянка». «Сербиянка» представляет обширную поэтическую историю Первого сербского восстания в пятнадцати тысячах стихов сербских народных догматов. Песня содержит ряд удачных поэтических образов, впечатляющих портретов главных участников восстания и драматических изображений героических сражений. По рекомендации кишиневских сербов средства на издание «Сербиянки» предоставил Сими Йован Ризнич, богатый сербский купец из Одессы, прославившийся как меценат культуры. Он дал ему три тысячи талеров для печати и еще сто талеров на следующие три года, пока книга не будет закончена. Милутинович выполнил свое обещание Йовану Ризничу, и «Сербиянка» появилась в Лейпциге в 1826 году.

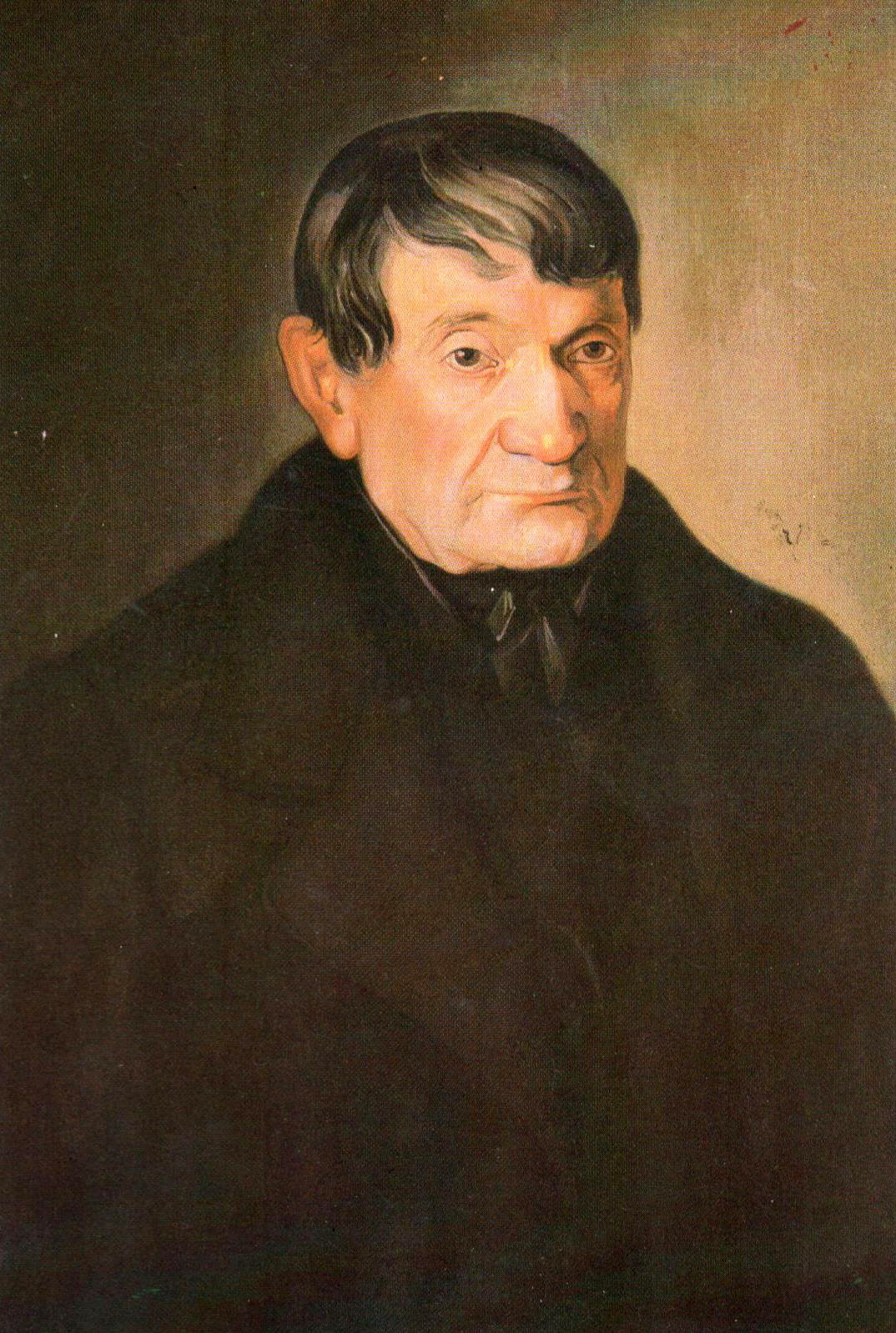
Иоаким Вуич

Великий сербский драматург Иоаким Вуич в начале сороковых годов XIX века решил совершить путешествие по странам Восточной Европы, из Венгрии в далекий Крым. В 1845 г. он издал в Белграде книгу «Путешествия по Венгрии, Валахии, Молдавии, Бессарабии, Херсону и Крыму», которую написал в Гиржавском монастыре близ Кишинева. Путешествуя по странам в нескольких странах, где жили многочисленные народы, он делился сведениями и впечатлениями о людях, поселениях, природе и прошлом тех краев, через которые проезжал. По пути он иногда встречал живших там сербов.
В своей поездке Вуич также подробно писал о Бессарабии. Он писал, что в Бессарабии живут молдаване, русские, греки, болгары, сербы, армяне, евреи и немцы. В «Путешествиях» он много рассказывает о знаменитом сербе Спиридоне Филиповиче, который, прежде чем стать архимандритом Гиржавского монастыря под Кишинёвом, состоял на дипломатической службе у российского императора Александра I, сербского лидера Карагеоргия и черногорского епископа Петра I Петрович.

## Сербы в Бессарабии в XX веке
Во время Первой мировой войны сербские военнопленные, которые были мобилизованными солдатами Австро-Венгрии на Восточном фронте, перешли на сторону русской армии и собрались в районе Одессы. Отсюда по их просьбе, по соглашению между сербским и русским правительствами, они отправились в Сербию, присоединившись к сербской армии, добившейся больших побед над войсками Центральных держав. Добровольцы прошли через южные районы Бессарабии и через Дунай пришли в Сербию. Путь им перекрыла Болгария в 1915 году, вступив в войну на стороне Центральных держав, и больше не пропускала сербских добровольцев через Дунай. Несмотря на разорванные связи с метрополией, сербские добровольцы во все большем количестве собирались на земле юга Украины, готовясь к войне на стороне Сербии. В составе союзных войск сербские добровольцы вместе с русской и румынской армиями через Бессарабию и порт Рени на Дунае вышли на фронт в Добруджу и там в 1916 году сражались против армии Центральных держав, в состав которой входили частей Германии, Австро-Венгрии, Турции и Болгарии. Часть сербских заключенных, оказавшихся в Бессарабии, также присоединилась к Октябрьской социалистической революции 1917 года.
Сербы также принимали участие в боях за освобождение Молдавии и изгнание немецко-фашистских захватчиков. Бойцы 1-й югославской бригады в сентябре 1944 года после Ясско-Кишинёвская операции продолжили свой освободительный путь на родину, куда вошли через Турну-Северин. Чуть позже через Молдову прошла и Вторая югославская бригада. И в итоге прошла и прибыла на родину Вторая югославская танковая бригада.

## Известные сербы в Молдавии
- Сима Милутинович Сарайлия — много лет проживший в Кишиневе, закончил здесь писать свое самое важное произведение «Сербская женщина».
- Алекс Карагеоргий — старший сын Караджордже
- Джордже Карагеоргий — сын Алексы Караджорджевич, лейтенант русской армии и адъютант сербской армии